# Vi dansar igen!
Vi dansar igen! (engelska: The Barkleys of Broadway) är en amerikansk musikalfilm i Technicolor från 1949 i regi av Charles Walters. I huvudrollerna ses Fred Astaire och Ginger Rogers och i övriga roller bland andra Oscar Levant, Billie Burke, Jacques François och Gale Robbins. Filmens musik är gjord av Harry Warren, George och Ira Gershwin. Koreografin är gjord av Robert Alton och Hermes Pan. Detta var Astaires och Rogers första film sedan Två ska man vara 1939. Vi dansar igen! blev deras tionde och sista gemensamma film, samt deras enda färgfilm.

## Rollista i urval
- Fred Astaire - Josh Barkley
- Ginger Rogers - Dinah Barkley
- Oscar Levant - Ezra Miller
- Billie Burke - Mrs Livingston Belney
- Gale Robbins - Shirlene May
- Jacques François - Jacques Pierre Barredout
- Clinton Sundberg - Bert Felsher
- Inez Cooper - Pamela Driscoll
- George Zucco - domaren
- Hans Conried - Ladislaus Ladi

## Musik i filmen i urval
- "Swing Trot", musik av Harry Warren, text av Ira Gershwin
- "You'd Be Hard to Replace", musik av Harry Warren, text av Ira Gershwin
- "They Can't Take That Away From Me", musik av George Gershwin, text av Ira Gershwin